# Israelische Eishockeyliga 1996/97
Die Saison 1996/97 war die vierte Spielzeit der israelischen Eishockeyliga, der höchsten israelischen Eishockeyspielklasse. Meister wurden zum ersten Mal in der Vereinsgeschichte die Jerusalem Capitals.